# Campionati europei di ciclismo su strada 2023 - Gara in linea maschile Under-23
La gara in linea maschile Under-23 dei Campionati europei di ciclismo su strada 2023, ventinovesima edizione della prova, si è disputata il 22 settembre 2023 su un percorso di 136,5 km, con partenza da Hoogeveen e arrivo sul Col du VAM, nei Paesi Bassi. La medaglia d'oro è andata al danese Henrik Pedersen, il quale ha completato il percorso con il tempo di 3h00'12", alla media di 45,448 km/h, precedendo lo spagnolo Iván Romeo e il francese Paul Magnier.
Sull traguardo del Col du VAM 118 ciclisti, dei 143 partenti, hanno portato a termine la competizione.

## Squadre e corridori partecipanti
| N.    | Cod. | Squadra         |
| ----- | ---- | --------------- |
| 1-6   | BEL  | Belgio          |
| 7-11  | FRA  | Francia         |
| 12-17 | ESP  | Spagna          |
| 18-23 | NLD  | Paesi Bassi     |
| 24-29 | ITA  | Italia          |
| 30-35 | DNK  | Danimarca       |
| 36-40 | NOR  | Norvegia        |
| 41-46 | DEU  | Germania        |
| 47-52 | CZE  | Repubblica Ceca |
| 53-56 | PRT  | Portogallo      |
| 57-62 | ISR  | Israele         |
| 63-66 | UKR  | Ucraina         |
| 67-72 | TUR  | Turchia         |
| 73-78 | SVK  | Slovacchia      |
| 79-80 | GRC  | Grecia          |
| 81-86 | EST  | Estonia         |
| 87-92 | SWI  | Svizzera        |
| 93-96 | LTU  | Lituania        |

| N.      | Cod. | Squadra            |
| ------- | ---- | ------------------ |
| 97      | SRB  | Serbia             |
| 98-101  | SWE  | Svezia             |
| 102-106 | LUX  | Lussemburgo        |
| 107-109 | LAT  | Lettonia           |
| 110-115 | POL  | Polonia            |
| 116-120 | IRL  | Irlanda            |
| 121-124 | AUT  | Austria            |
| 125-127 | SVN  | Slovenia           |
| 128-129 | MKD  | Macedonia del Nord |
| 130-131 | ALB  | Albania            |
| 132     | HUN  | Ungheria           |
| 133-134 | BGR  | Bulgaria           |
| 135     | ROM  | Romania            |
| 136-138 | FIN  | Finlandia          |
| 139-140 | ISL  | Islanda            |
| 141-142 | CRO  | Croazia            |
| 143     | SMR  | San Marino         |

## Ordine d'arrivo (Top 10)
| Pos. | Corridore           | Squadra   | Tempo    |
| ---- | ------------------- | --------- | -------- |
| 1    | Henrik Pedersen     | Danimarca | 3h00'12" |
| 2    | Iván Romeo          | Spagna    | a 25"    |
| 3    | Paul Magnier        | Francia   | a 37"    |
| 4    | Madis Mihkels       | Estonia   | a 38"    |
| 5    | Matyáš Kopecký      | Rep. Ceca | s.t.     |
| 6    | Tim Torn Teutenberg | Germania  | s.t.     |
| 7    | Francesco Busatto   | Italia    | s.t.     |
| 8    | Fabio Christen      | Svizzera  | s.t.     |
| 9    | Davide De Pretto    | Italia    | a 40"    |
| 10   | Henri Uhlig         | Germania  | s.t.     |